# برونو غيمارايش
برونو كيمارايس رودريغيز مورا (بالبرتغالية: Bruno Guimarães‏) (16 نوفمبر 1997 بريو دي جانيرو في البرازيل - ) هو لاعب كرة قدم برازيلي في مركز الوسط. يلعب حاليا لنادي نيوكاسل يوناتيد الانجليزي.

## وصلات خارجية
- برونو كيمارايس رودريغيز مورا على موقع الاتحاد الأوربي (الإنجليزية)
- برونو كيمارايس رودريغيز مورا على موقع إي إس بي إن إف سي (الإنجليزية)
- برونو كيمارايس رودريغيز مورا على موقع قاعدة بيانات كرة القدم.إي يو (الإنجليزية)
- برونو كيمارايس رودريغيز مورا على موقع ليكيب (الفرنسية)
- برونو كيمارايس رودريغيز مورا على موقع ناشيونال فوتبول تيمز (الإنجليزية)
- برونو كيمارايس رودريغيز مورا على موقع Soccerbase.com (لاعب) (الإنجليزية)
- برونو كيمارايس رودريغيز مورا على موقع Soccerway.com (الإنجليزية)
- برونو كيمارايس رودريغيز مورا على موقع عالم كرة القدم.نت (الإنجليزية)
- برونو كيمارايس رودريغيز مورا على موقع اللجنة الأولمبية الدولية (الإنجليزية)
- برونو كيمارايس رودريغيز مورا على موقع أوليمبيديا (الإنجليزية)